# Тафіао
Тафіао (інколи ім'я також перекладається як Тахайао (маор. Tūkāroto Matutaera Pōtatau Te Wherowhero Tāwhiao) (близько 1822 — 26 серпня 1894) — вождь племені таінуї регіону Ваїкато, другий король маорі, визначний маорійський шаман.

## Життєпис

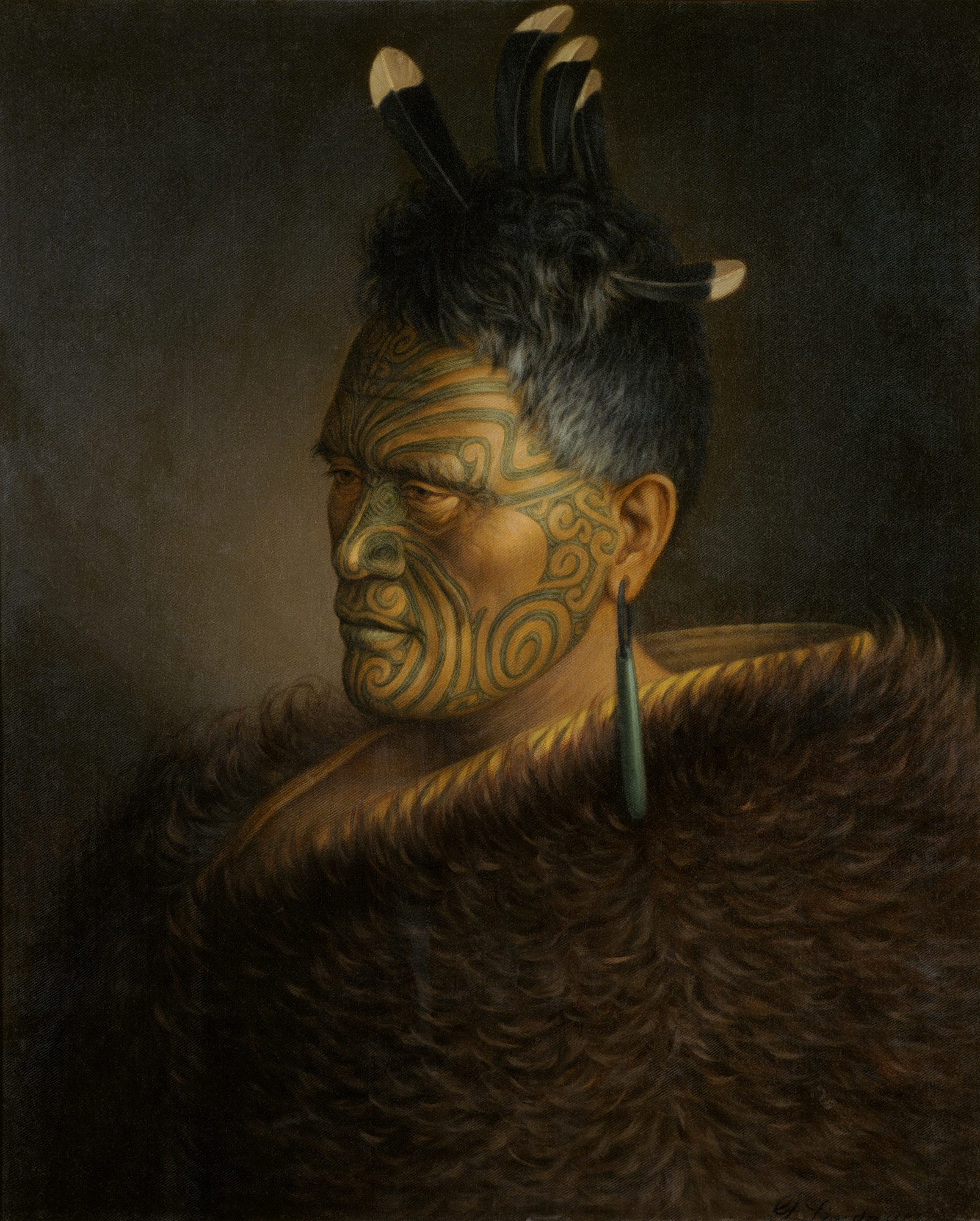
Портрет Тафіао, близько 1885 року

Народився у верхів'ях річки Мокау в регіоне Ваїкато на Північному острові Нової Зеландії в часи мушкетних війн. Був сином першого короля маорі Потатау Те Фероферо та його старшої дружини Факаави. Виховувався у родині своїх діда й баби по материнській лінії. 
В юнацькі роки був противником воєн, вірянином Церкви Ісуса Христа Святих останніх днів (морномом), вивчав Біблію але водночас добре розбирався у давній обрядовості та шаманських практиках маорі.
Після смерті свого батька Потатау Те Фероферо у 1860 році він став другим  королем маорі. Його правління тривало 34 роки. І хоча маорійський король у колонізованій британцями Новій Зеландії юридично не мав жодних повноважень, Тафіао все одно здійснював значний вплив на суспільне життя країни.
Після підписання Договору Вайтанги у 1840 році перед маорі постала проблема безземельності, адже європейські поселенці захоплювали землі аборигенів. Війни 1860-х років і подальша конфіскація урядом маорійських земель призвели до того, що Тафіао і його народ змушені були відступити в якості біденців до центру Нгаті-Маніапото - краю, що сьогодні відомий як «Земля Короля» (англ. King Country). 
У 1863 році відбулося вторгнення британських військ у Ваїкато під приводом того, що місцеві маорі готувалися атакувати Окленд. За результатами цього вторгнення Тафіао та його народ втратили понад мільйон акрів землі. 
Втім, маорі продовжували шанувати Тафіао. Не зважаючи ні на що, король лишався для маорійців духовним та політичним лідером. До того ж Тафіао вважали провидцем, його повчання та промови часто мали характер пророцтв. Він обіцяв, що ті, хто лишиться поряд зі своїм королем й буде вірний його принципам, отримують спокуту і будуть реабілітовані історією. Тафіао проводив паралелі між долею свого народу та біблійським вигнанням народу Ізраїлевого. 
У 1881 році, після кількох битв з британцями, король і його послідовники все-таки були змушені скласти зброю й повернутися до Ваїкато. Тафіао оголосив про «закінчення війни на цій землі». Але маорі не відмовилися від отримання компенсації за втрачені землі.
У 1884 році Тафіао відправився до Англії, щоб подати петицію королеві Вікторії. Він запропонував парламенту створити незалежну комісію з розслідування результатів конфіскації маорійських земель. Він вважав, що король маорі та королева Великої Британії можуть знайти спільну мову. Але британський уряд передав пропозицію Тафіао уряду Нової Зеландії, який цю пропозицію просто відхилив. 
Тафіао помер 26 серпня 1894 року в Паравере. Був похований на горі Таупірі (як і його батько) після пишного церемоніалу, на якому були присутні тисячі маорійців. Тафіао лишив своїм спадкоємцям цілу низку духовних заповітів, з яких маорі і сьогодні плекають мрію про відродження економічної самодостатності.